# 游钓鱼

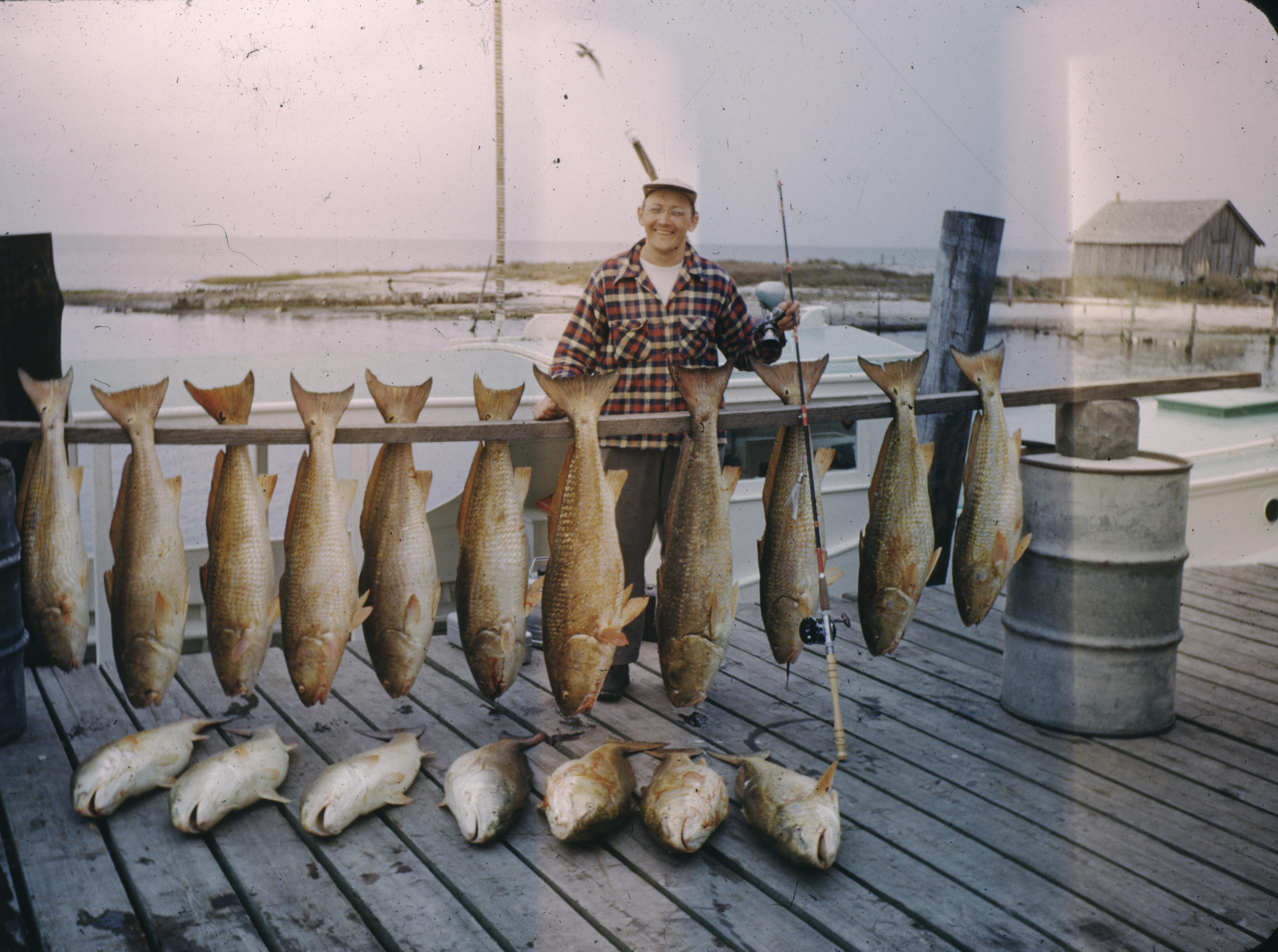
1949年在北卡罗来纳州哈特拉斯角捕捉到的咸水游钓鱼

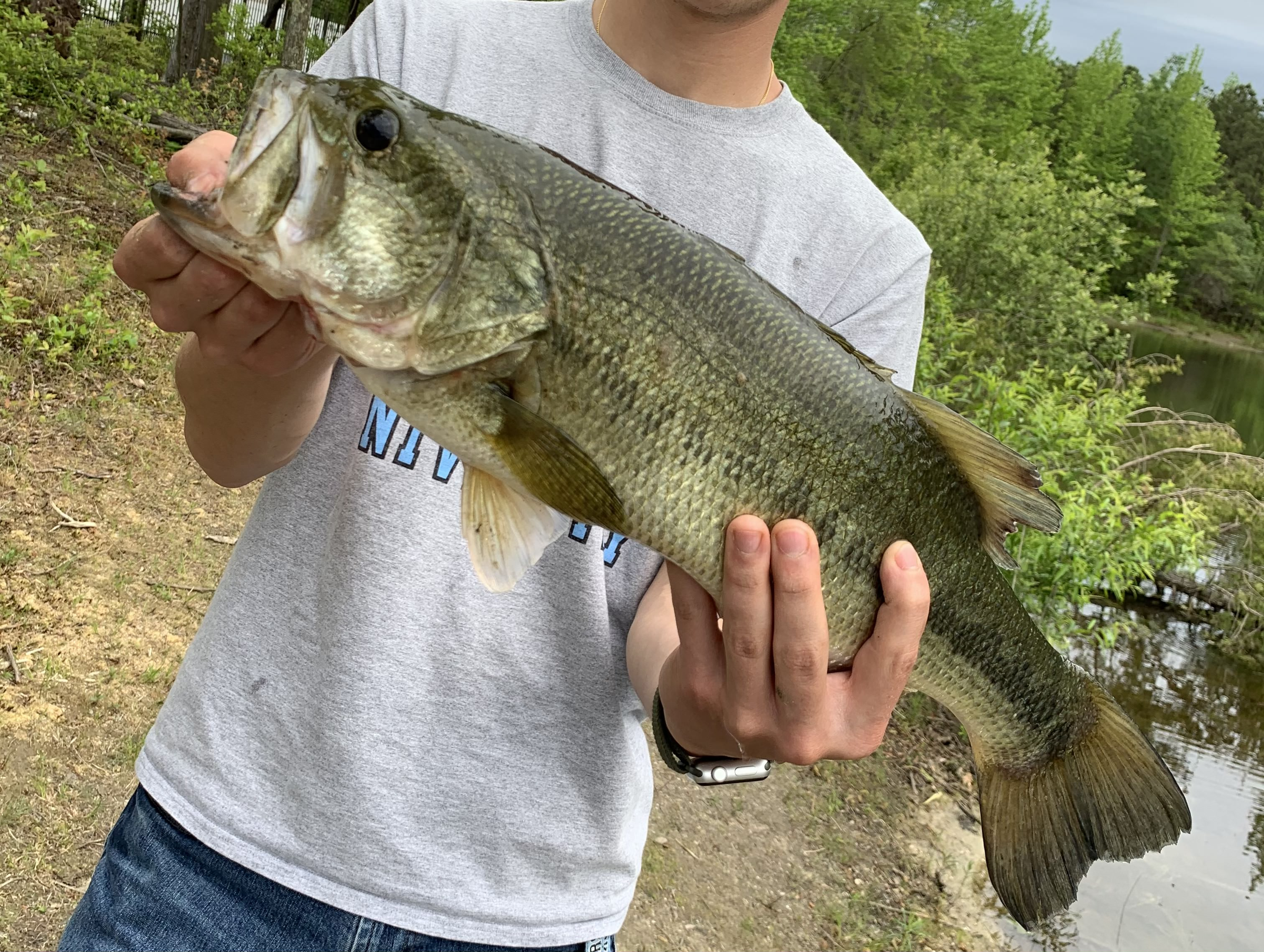
黑鲈是北美最受欢迎的游钓鱼之一

游钓鱼（英語：game fish）泛指任何休闲捕鱼（特别是垂钓）时因为颇受参与者喜爱而被特殊针对的高价值目标鱼类（包括淡水鱼和咸水鱼）。大部分游钓鱼属于食用鱼，但出于生态保护许多时候都会被捉完就放。一些游钓鱼品种（比如鲑鱼、金枪鱼、石斑鱼、鲯鳅和黑海鲈）同时也是渔业的重点捕捞目标。
一些游钓鱼因为体型和力量较大、挣扎激烈、口齿锋利或者凶猛富有攻击性，需要钓者耗费一定体力搏斗甚至承受一定风险才能捕获，其捉捕过程常常被看作是一种对专业技能需求较高且锻炼胆魄意志的极限运动，因此也称运动鱼。这类游钓鱼主要包括各类尖嘴鱼（旗鱼、枪鱼和剑鱼）、石斑鱼、鲨鱼、梭鱼、黑鲈、条纹鲈、鲟鱼、大型狗鱼和鲑鱼/鳟鱼等，通常也是各类钓鱼竞赛中专门针对的目标鱼。

## 种类

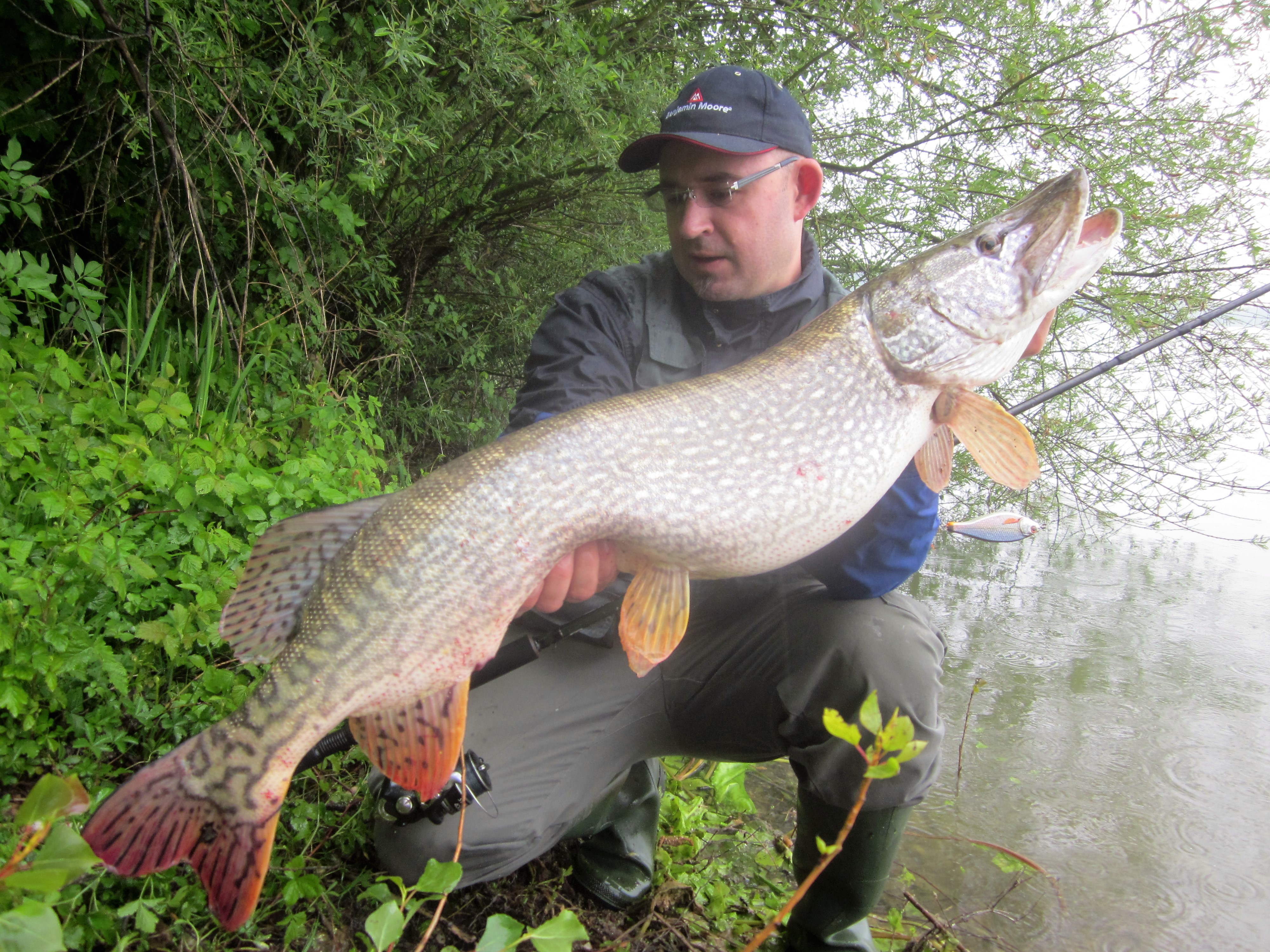
狗鱼是一种经典的大型淡水游钓鱼

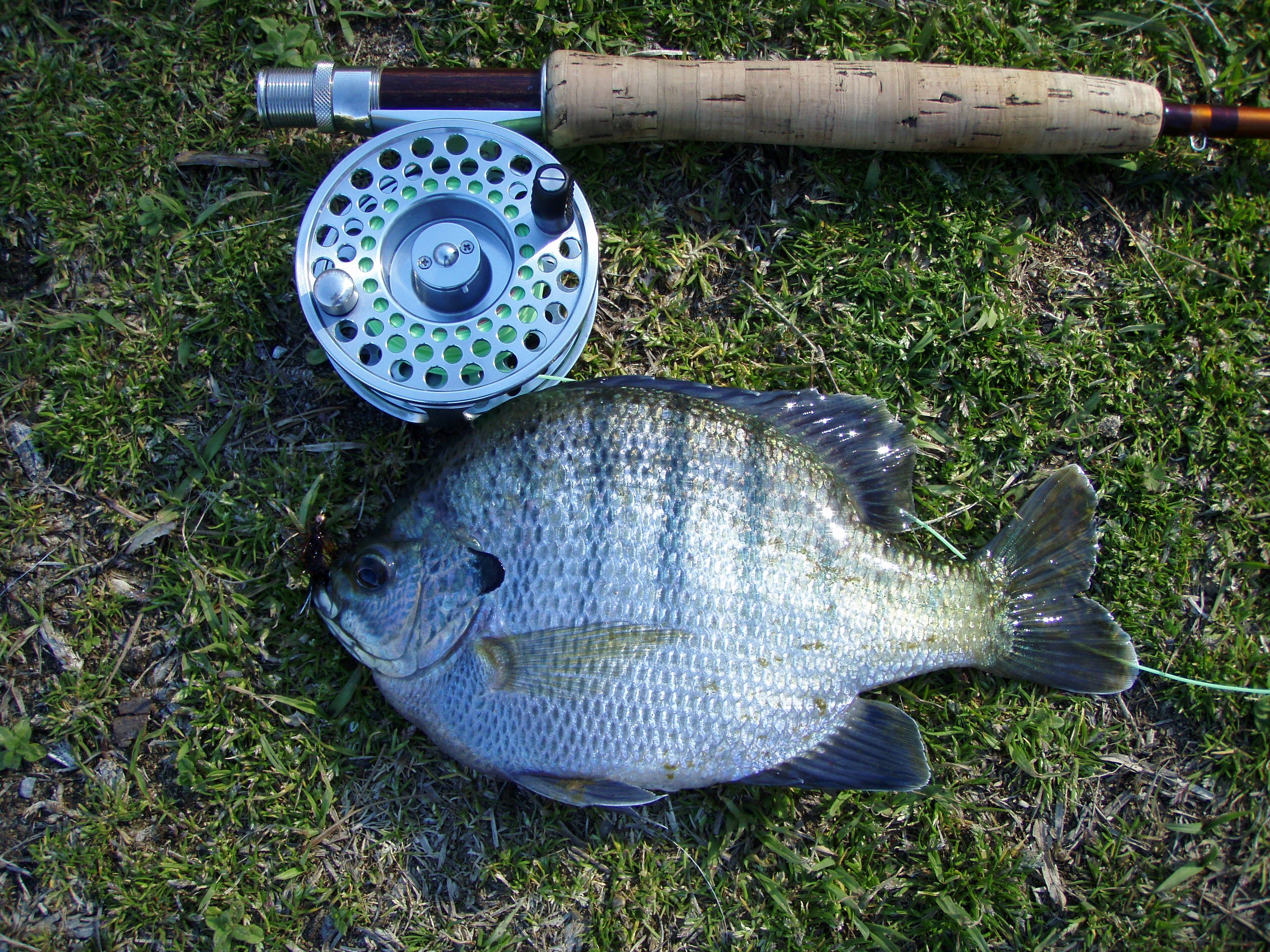
蓝鳃太阳鱼是北美最受欢迎的一种煎锅鱼

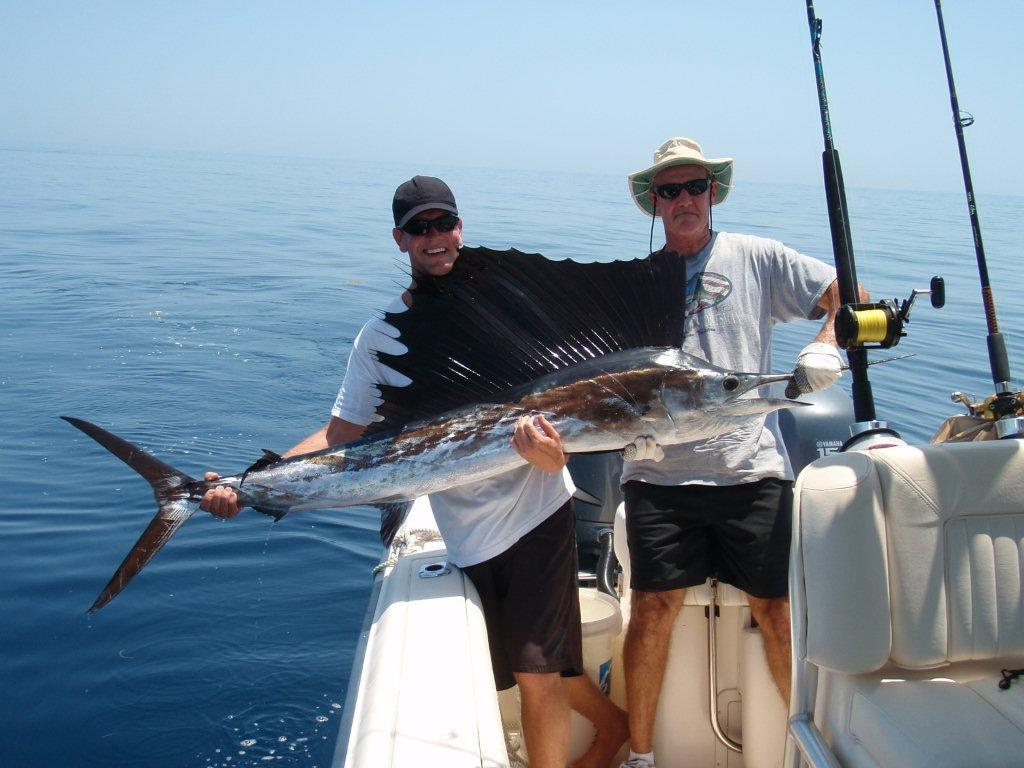
旗鱼是西方国家很受欢迎的船钓运动鱼

垂钓所追寻的鱼种根据地区而变，通常都是根据其鱼肉的价值所定，其余的则是源于鱼的体能所造成的捕捉难度和连带的挑战性。
除非居住在沿海，世界上大部分普通人参与休闲捕鱼所针对的游钓鱼都是中型淡水鱼，主要以岸钓和临岸船钓的形式抓捕，偶尔也可能进行射鱼或刺鱼。在北美常见的中型游钓鱼包括黑鲈（特别是大口黑鲈、小口黑鲈和斑点黑鲈）、鲑鱼/鳟鱼（主要是虹鳟、割喉鳟等太平洋鳟，以及湖鳟、溪鳟和牛鳟等淡水红点鲑）、玻璃梭鲈和加拿大梭鲈、狼鲈、狗鱼、鲇鱼、锯盖鱼、红拟石首鱼、雀鳝、弓鳍鱼和淡水石首鱼等。在欧洲和亚洲常见的是各种鲤科鱼（包括鲤鱼、魮鱼、欧鳊、丁鳜、雅罗鱼等）、鲴科鱼（比如鲌鱼、鳡鱼、鲢鱼等）、鲈科鱼（比如河鲈和白梭吻鲈）、淡水鲑科鱼（比如褐鳟、花羔红点鲑、茴鱼、白鲑和哲罗鲑）、鳜鱼、狗鱼、鲶鱼、鳗鱼和鳢鱼等，但一些在欧亚很受欢迎的鱼（比如鲤鱼）在北美却被红脖子们唾弃并蔑称为“垃圾鱼”（trash fish）。
在英国，“游钓鱼”一词专指除了茴鱼以外英伦三岛常见的鲑科鱼，主要是鲑亚科的鲑鱼、鳟鱼和红点鲑。其它淡水鱼通常被称作“杂鱼”（coarse fish），其中包括在英国仍然很受钓鱼人欢迎的欧洲鲤。
有些受欢迎的游钓鱼被人工引进到了世界各地。比如原产于堪察加半岛、阿留申群岛和北美太平洋沿岸支流水系的虹鳟（Onchorynchus mykiss）虽然在原栖息地近乎濒危，但其引入种却可以在除南极洲外的各大陆上找到，基本上在世界上任何水体温度、水质和生态环境适宜的地区（包括非洲南部山区，南美巴塔哥尼亚和新西兰南北岛）都可以定殖出归化群落，以至于在一些地区因为威胁了当地生态平衡已经被定义成了泛滥的入侵物种。

### 运动鱼
大型游钓鱼通常需要钓者具有较高的技能并耗费大量体能和时间——甚至要冒一定人身危险——才能捕到，而且一般需要使用能够胜任离岸船钓的渔船或游艇和特制的拖钓渔具才能胜任，是高级别钓鱼竞赛和极限捕鱼活动专门针对的鱼种，因此也被称为“运动鱼”（sport fish）。越是无法轻易捕获的运动鱼，游钓价值越高。
运动鱼通常都是远洋咸水硬骨鱼——即“蓝水游钓鱼”（blue-water game fish），比如尖嘴鱼（旗鱼、枪鱼和剑鱼）、金枪鱼、石斑鱼、黑海鲈、大海鲢、梭鱼、珍鲹和鲯鳅等，但也包括鲨鱼、魟鱼和锯鳐等软骨鱼。一些较为强健的大型淡水鱼（比如鲟鱼、鳄雀鳝、𫚔鱼、欧鲇、巨狗脂鲤、大颚小脂鲤等）也可以被看作是运动鱼。

### 煎锅鱼

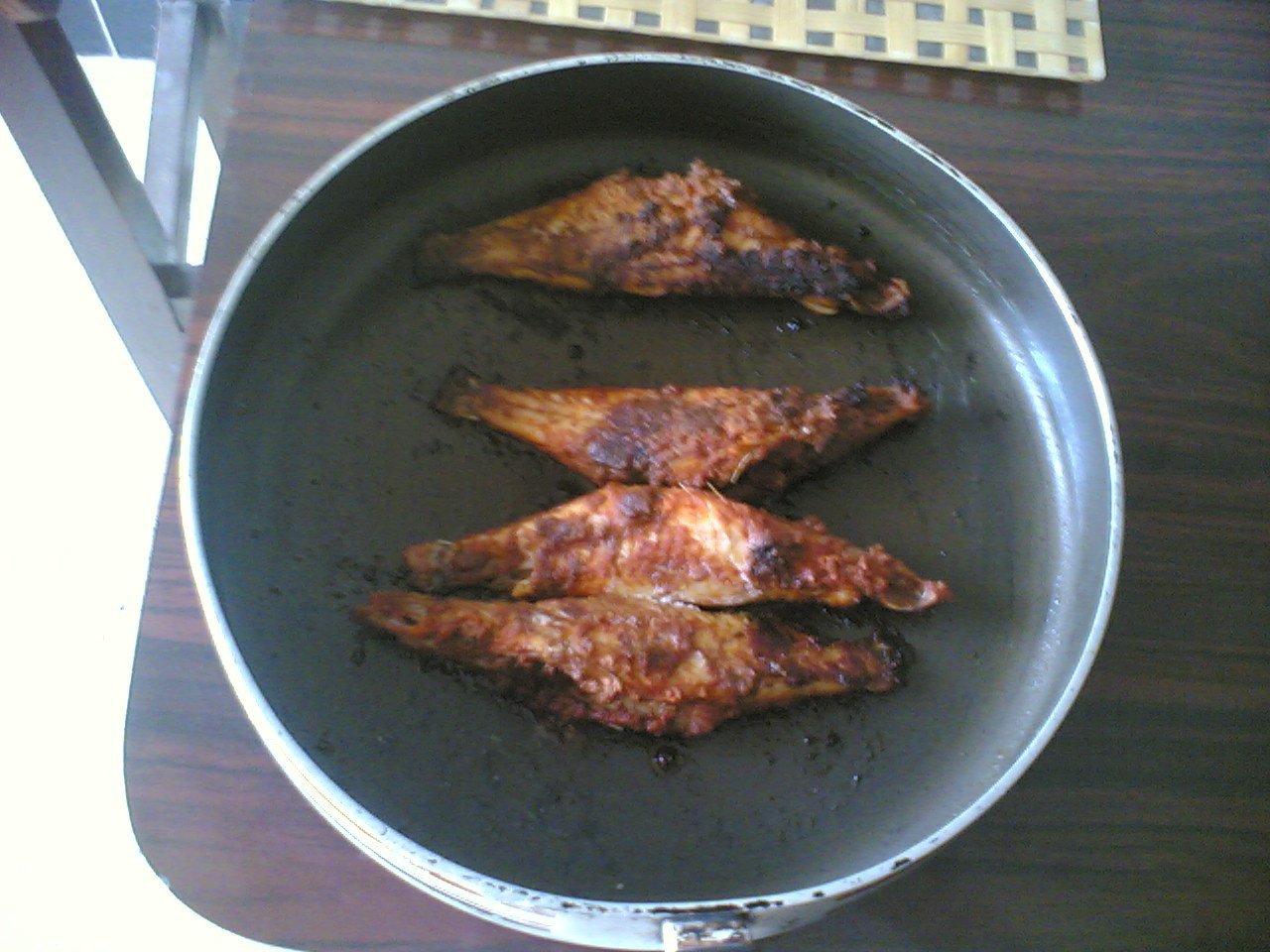
可以整条放入平底锅内煎煮的游钓鱼俗称“煎锅鱼”

在美国英语中常常把尺寸较小的游钓鱼称为煎锅鱼（panfish），因为这些鱼不需要切排或切柳就可以整条放进平底锅内直接煎炸烹饪。被称作“煎锅鱼”的鱼类品种根据地理会有所不同，但绝大多数都是生活在湖泊、湿地和池塘内的淡水鱼。因为体型较小更容易上钓捕获，煎锅鱼非常受年轻钓者和初学者欢迎，但许多钓手因为这些小鱼经常咬钩抢食本是用来诱捕其它目标鱼的鱼饵而将其视作“捣乱鱼种”（nuisance fish）。
根据牛津英文字典，这种称呼最早出现在1796年出版的《美国烹饪》（American Cookery）一书，在当时主要包括体型较小的黄鲈、蜡鱼、巴劳鱵、玉筋鱼、岩钝鲈、云斑𫚔、鲦鱼、山地柱白鲑、沙鲑鲈、狼鲈、白鲈、石首鱼和各种美洲鱥等食用鱼，现今主要指太阳鱼科的小型可食用鱼类，比如蓝鳃太阳鱼、红耳太阳鱼、瓜仁太阳鱼、战口鱼、黑/白莓鲈、日鲈等。

## 游钓鱼标记计划

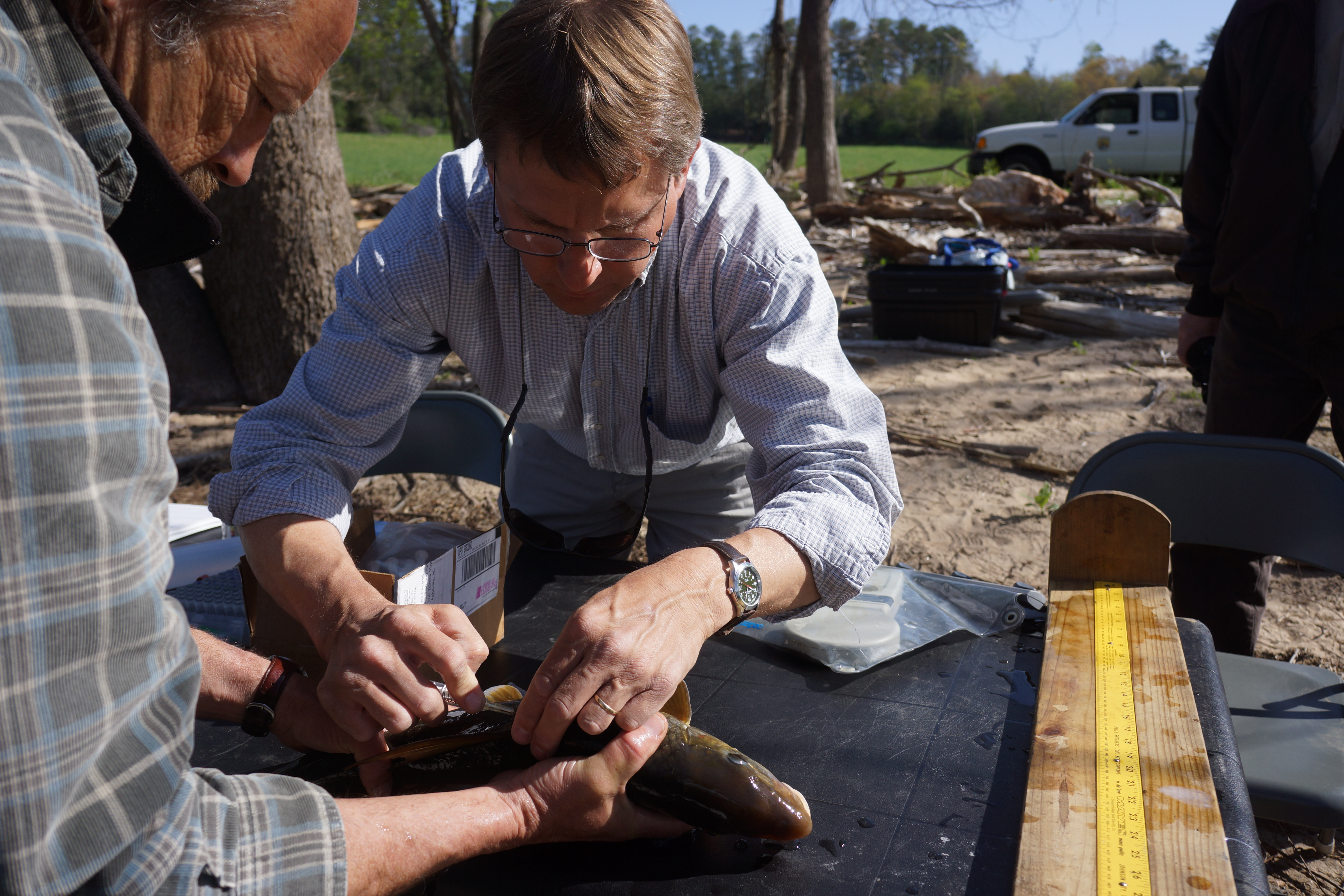
北卡罗莱纳的生物学家在为一条吸口鱼注射标记

为了保护野生动物资源，休闲捕鱼群体中通常会鼓励钓获放流。对游钓鱼的标记活动也应运而生，主要目标是改善渔业的环境资源管理并维持鱼群数量、增长率、年龄、迁徙和品种鉴定的记录。
美国比较有名的鱼类标记活动包括南卡罗莱纳海洋游钓鱼标记计划（South Carolina Marine Game Fish Tagging Program）和弗吉尼亚游钓鱼标记计划（Virginia Game Fish Tagging Program）。其中前者始于1974年并且是现今美国东南部最大的公共标记计划，所有参与其中的钓手都经过培训并领取一套标记工具，在标记鱼身后用一个回复用明信片将标签号码、日期、地点、物种和尺寸寄回到官方办公室，如果捕到的是已经被标记的鱼也同样将信息寄回，帮助生物学家收集准确的成长数据，而每年标记并释放30条鱼的钓手会被颁发环保奖；后者始于1995年并一直保持着年度记录，但只局限于160个钓鱼者，每个年度从一月开始，钓手则在二三月接受培训讲习班。

## 世界纪录
有关咸水和淡水游钓鱼纪录的官方指南是由国际钓鱼协会每年出版的《游钓鱼世界纪录》（World Record Game Fishes），记载了全球将近400个鱼种的纪录，除了鱼种外还收集了以钓手的年龄段、使用的渔具、飞蝇钓和所在地区额外分类的纪录。该协会同时也组织针对咸水游钓鱼的世界级巡回赛。